# Ricochet (documentaire)
Ricochet is een documentaire over de Britse muzikant David Bowie uit 1984. Het is, na Cracked Actor uit 1975, de tweede documentaire over Bowie. De documentaire laat de Aziatische tournee van Bowie, de Serious Moonlight Tour, aan het eind van 1983 zien. De documentaire kwam niet in de bioscopen en werd niet op televisie uitgezonden, maar verscheen direct op VHS.

## Plot
Ricochet is opgenomen tijdens de tournee van Bowie ter promotie van zijn album Let's Dance. Aan het eind van deze tournee trad hij op in Singapore, Thailand en Hongkong, een deel van de wereld waar bekende artiesten destijds niet vaak kwamen tijdens tournees. Deze concerten waren pas laat aangekondigd, nadat de zogeheten Serious Moonlight Tour zo succesvol bleek dat Bowie besloot om een aantal concerten te geven op locaties waar hij waarschijnlijk verlies zou draaien. Voor deze gelegenheid vroeg hij aan regisseur Gerry Troyna om dit deel van de tournee op film vast te leggen.
Ricochet is een soort reisdocumentaire en laat zien hoe Bowie omgaat met de landen, de culturen en de lokale bevolking die hij tussen de optredens door ontmoet. Een verschil met de vorige documentaire Cracked Actor is dat Bowie hier is afgekickt van zijn cocaïneverslaving en in goede gezondheid verkeert. Ook zijn een aantal delen van de film in scène gezet.

## Achtergrond
Ricochet werd in 1984 uitgebracht op VHS. De documentaire had een lengte van 59 minuten. In 2006 werd de film opnieuw uitgebracht als een extra op de dvd-uitgave van de concertfilm Serious Moonlight. Deze versie bevatte 19 minuten aan nieuw materiaal.
In Ricochet zijn verschillende nummers van Bowie te horen; in chronologische volgorde zijn dit "Station to Station", "Modern Love" (tweemaal), "Ziggy Stardust", "Fashion", "China Girl", "Look Back in Anger", "Sense of Doubt", ""Heroes"", "Ricochet", "Moss Garden" (tweemaal) en "Fame".